# Laurent Cettolo
Pas d'image ? Cliquez ici

a Compétitions nationales et continentales officielles uniquement.

Laurent Cettolo, né le 6 mars 1974 à Toulouse, est un joueur français de rugby à XV évoluant au poste de pilier.

## Biographie
Laurent Cettolo évolue durant sa carrière au sein de nombreux clubs, entre autres Lombez Samatan Club, l'US Colomiers, le Stadoceste tarbais et le Blagnac SCR,.
Il évolue en division professionnelle lors de la saison 2007-2008, sous le maillot de Blagnac.